# Ferhat Abbas
Ferhat Abbas (Taher, 24 de agosto de 1899 — Argel, 23 de dezembro de 1985) foi um político argelino e o primeiro presidente do Governo Provisório da República Argelina entre 9 de agosto de 1961 e 3 de julho de 1962.
Fundador da Frente de Libertação Nacional (F.N.L.) em 1956 é depois de presidente do Governo Provisório da República Argelina (GPRA) e da subsequente independência do país, eleito como presidente da Assembleia Nacional Constituinte, pelo que é o 1o presidente da República Democrática e Popular da Argélia (em francês:  République algérienne démocratique et populaire).

## Biografia
De uma família modesta de Cabilas a Sul de Taher, tem uma formatura em farmácia (1933) na faculdade de Argel. Enquanto estudante funda a Amical dos estudantes muçulmanos da África do Norte. Em 1930 é eleito presidente União nacional dos estudantes da França durante o congresso em Argel em 1930.

## Luta pela independência
Ferhat Abbas é de início favorável a uma política de assimilação, e milita com o Movimento da juventude argelina que reclama a igualdade de direitos no contexto da soberania francesa. Em 1931 publica Le Jeune Algérien onde fala dos problemas da luta contra o colonialismo para assegurar as boas relações entre a França e os muçulmanos.
Voluntário no exército francês durante a Segunda Guerra Mundial, envia uma carta ao Marechal Pétain, chefe do regime de Vichy, relatório intitulado L'Algérie de demain onde chama a atenção sobre a sorte dos indígenas muçulmanos e reclama prudentemente reformas.
Em 10 de fevereiro de 1943 publica um manifesto muito mais forte pedindo a um novo estatuto para a Argélia. O Manifeste du peuple algérien é assinado por 20 eleitos muçulmanos onde se demonstra o fracasso da política adoptada na Argélia pelo governo da III República Francesa, alguns consideram este documento como estando na base do movimento criador do GPRA. Em 1944 cria o hebdomadário Égalité que baseando-se no lema da França, tem como sub-título Égalité des hommes - Égalité des races - Égalité des peuples.
Em 1955 entra para o Frente de Libertação Nacional (FLN) e membro do Conseil national de la révolution algérienne. Depois dos Acordos de Évian ele é o 1o presidente do Governo Provisório da República Argelina entre 9 de agosto de 1961 e 3 de julho de 1962.

## Democrata
Depois da independência da Argélia e da oposição entre o GPRA de Benyoucef Benkhedda e o escritório político do FLN, liga-se aos partidários de Ben Bella, mesmo se está em desacordo com o princípio de em partido único. Sucedeu a Abderrahmane Farès, presidente do executivo provisório, e é eleito pela 1a. Assembleia Nacional Constituinte (ANC) por 155 votos contra 36 brancos ou nulos, assumindo as funções de chefe de Estado a título provisório. A 25 de setembro de 1962, proclama o nascimento da République algérienne démocratique et populaire.